# Vivisick
Vivisick é um quarteto de hardcore punk da cidade de Tóquio no Japão. 
Formado em 1996 pelo baixista/vocalista Yuk e pelo guitarrista Sunao, a banda logo se tornou popular na cena local e é muito respeitada na cena underground mundial.

## História
A banda foi formada quando Yuk e Sunao se conheceram. Logo começaram a procurar músicos para começar uma banda. 
A banda teve dificuldade para achar membros permanentes na banda e achar pessoas que levassem a sério a proposta da banda. Mas acharam os músicos certos e constitui uma formação estável até os dias de hoje. 
A banda fez uma turnê brasileira em 2004 com bandas como Hellnation (norte-americana) e Mukeka Di Rato (brasileira), lançando um álbum ao vivo deste show pela gravadora Läjä Records.

## Formação atual
- Yuki - (Baixo/Vocal)
- Sunao - (Guitarra)
- Ono - (Guitarra)
- Kimura - (Bateria)

## Discografia

### EPs
- Alarm Chain Handle on Opposite Wall (1999)
- Punks Were Made Before Sounds (2001/2004)

### Splits
- Tomorrow Will Be Worse, Vol. 3 (2002)
- Vivisick vs. Struck (2002)
- Vivisick vs. Mukeka Di Rato (2004)

### Ao vivo
- Landing to Brazil of Japanese Mother Fucker (2004)